# Mahaut d'Albon
Pour les articles homonymes, voir Maison d'Albon et Albon (homonymie).
Mahaut d'Albon (ou Mathilde), née probablement vers 1100-1110 et morte après janvier 1145, est une noble de la maison d'Albon. Par son mariage avec le comte Amédée III, dont elle est la seconde épouse, elle devient comtesse de Savoie.

## Biographie

### Naissance dans la maison d'Albon
Mahaut naît vers 1100-10. Elle est la deuxième fille et la dernière (ou la quatrième) des cinq enfants de Guigues III d'Albon et de sa femme Mathilde,. Elle est la sœur de Guigues IV d'Albon, surnommé Dauphin et d'Humbert, archevêque de Vienne.

### Mariage
Elle épouse Amédée III, comte de Savoie,. Ce mariage, à visées manifestement diplomatiques, n'empêche pas Amédée III de faire la guerre à son beau-frère Guigues IV. Durant les combats, ce dernier est d'ailleurs blessé à mort alors qu'il assiège Montmélian, durant l'été 1142,,.
L'union donne naissance à quatre garçons et six filles,, dont :
- Alix ou Élise ou Alise ou Auxilie (née vers 1123 ?), mariée vers 1140 à Humbert III (Famille de Beaujeu), seigneur de Beaujeu dit « le Vieux » (1137-†1194) ;
- Mathilde ou Mahaut (1125-1158), épouse Alphonse Ier de Portugal ;
- Agnès (1125-1172), épouse du comte Guillaume Ier de Genève ;
- Humbert (1136-1189) dit « le Bienheureux », futur comte de Savoie ;
- Jean (?), prêtre ;
- Pierre (?), prêtre ;
- Guillaume (?) ;
- Marguerite (?-1157), fondatrice de l’abbaye de Bond (?) ;
- Isabelle (?) ;
- Juliane ou Julienne (?-1194), abbesse de Saint-André-le-Haut de Vienne.

## Légende du Pain de mai
Mahaut d'Albon pourrait être, selon l'érudit local Jean-Paul Berger, le personnage de la légende du Pain de mai, que l'on retrouve dans la vallée de la Tarentaise, et qui se déroule dans le château de Melphe, à proximité de Moûtiers, au XIIe siècle. La légende raconte que la dame de Melphe, appelée « la Dame Blanche », apercevant des paysans manger de l'herbe dans un pré en période de disette, aurait demandé à l'archevêque de Tarentaise, Pierre II de Tarentaise, d'intervenir. Ils seraient à l'origine de l'institution charitable appelée le « Pain de mai » où est accordé l'aumône — une distribution de soupe durant les débuts du mois de mai au moment où les greniers sont presque vides — aux plus miséreux,.